# Мерій
Мерій (рум. Merii) — село у повіті Димбовіца в Румунії. Входить до складу комуни Могошань.
Село розташоване на відстані 64 км на північний захід від Бухареста, 26 км на південь від Тирговіште, 129 км на схід від Крайови, 108 км на південь від Брашова.

## Населення
За даними перепису населення 2002 року у селі проживали 834 особи. Усі жителі села рідною мовою назвали румунську.
Національний склад населення села:
| Національність | Кількість осіб | Відсоток |
| -------------- | -------------- | -------- |
| румуни         | 818            | 98,1%    |
| цигани         | 16             | 1,9%     |